# リトル・セント・ジェームズ島

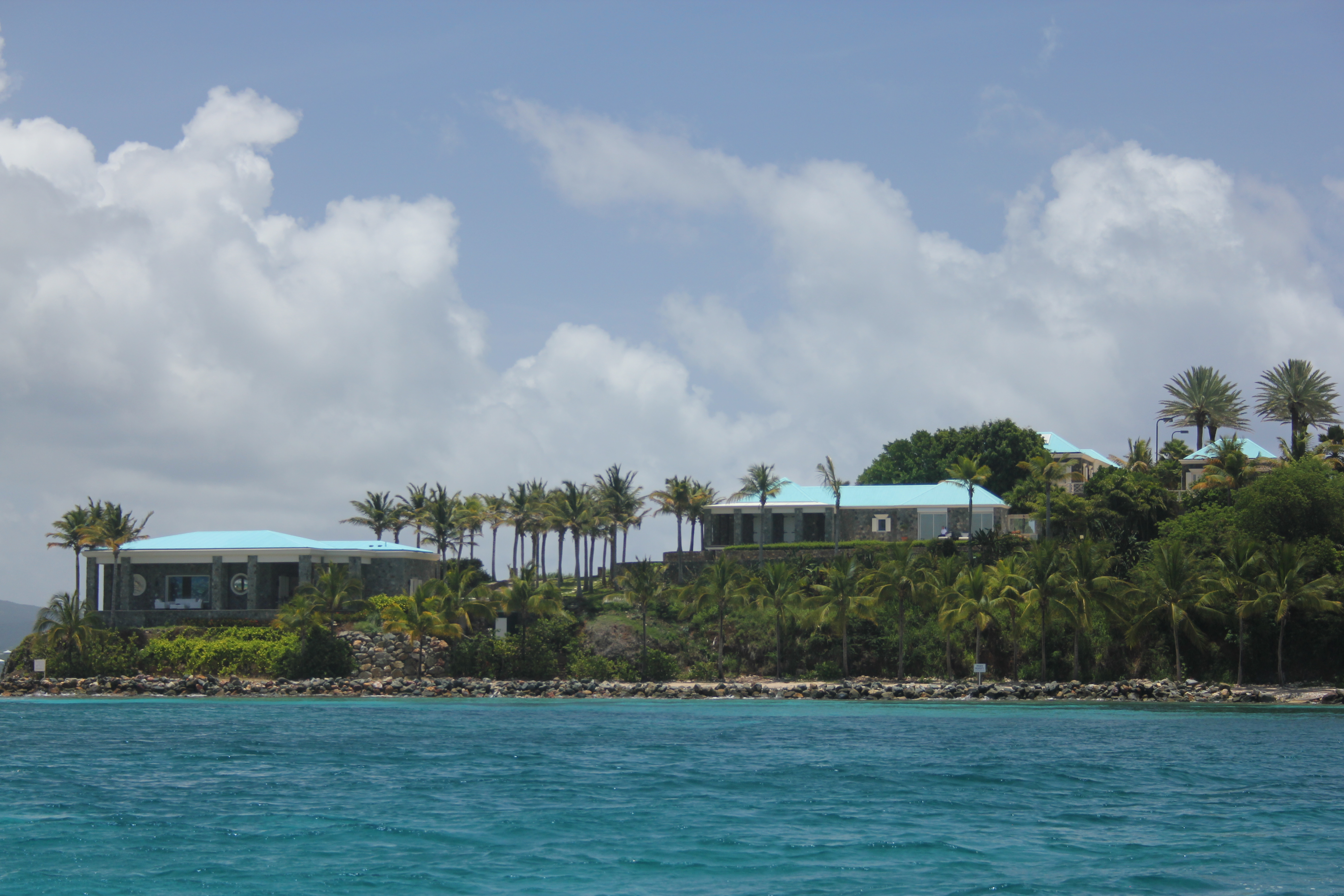
リトル・セント・ジェームズ島

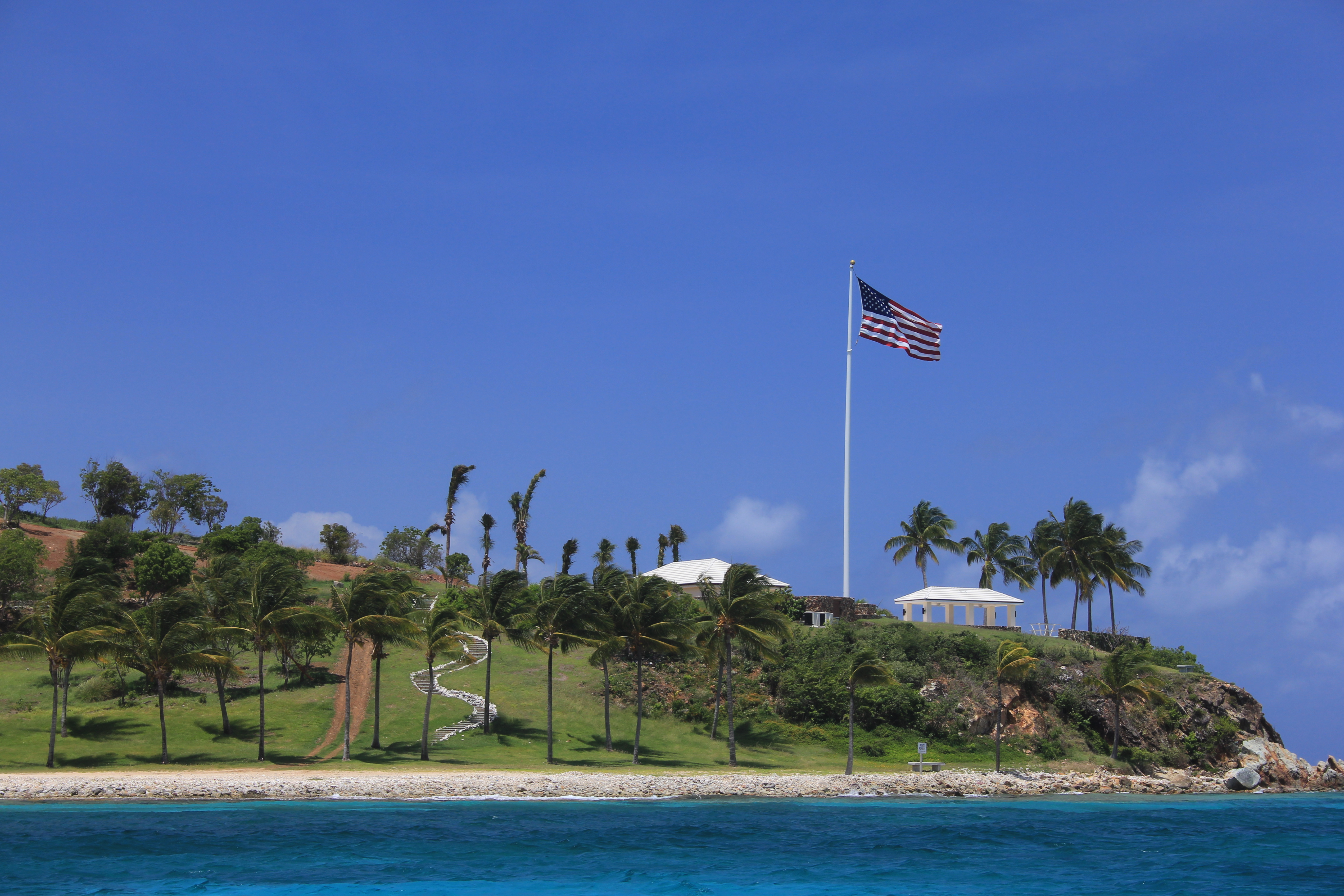
ジェフリー・エプスタインの屋敷

リトル・セント・ジェームズ島（リトルセントジェームズとう、Little Saint James, U.S. Virgin Islands）は、カリブ海に浮かぶヴァージン諸島を構成する島の1つで、セント・トーマス島沖に位置する。
現在行政上はアメリカ領ヴァージン諸島に属し、個人所有の島（私有島）となっている。有罪判決を受けた性犯罪者で投資家のジェフリー・エプスタインが2019年に死去するまで所有しており、70から78エーカーの広さを持つ。
この島は、「罪の島」（"Island of Sin"）とも称される。また、「ペドフィリアの島」（"Pedophile Island"）、「乱交島」（"Orgy Island"）とも呼ばれる。『インデペンデント』によると、エプスタインが所有していたこの島は10代の少女たちが乱交パーティーに参加させられた場所として悪名を馳せたことから「エプスタイン島」とも呼ばれる。

## 訪問者
裁判所の文書には「アメリカ国内外の著名な政財界の幹部」がこの島に訪問していたことが記録されている。フライトログによると、アンドルー王子はエプスタインのプライベートジェットで少なくとも1回リトル・セント・ジェームズ島に訪れているが、元従業員は複数回訪問していたと証言している。
エプスタインが未成年者への違法な性的接触で告発される以前、スティーヴン・ホーキングが3人のノーベル賞受賞者を含む物理学者のグループでこの島を訪れていた。ニューヨーク・タイムズはエプスタインが著名な研究者を招いたのは、「永遠の命」への欲求から自身のクローン作成を計画していたからだと報じている。彼らはエプスタインが資金を拠出したカンファレンスに招待されていた。2006年3月に島で撮影された写真にはホーキング、デイビッド・グロス、リサ・ランドールらが会合の合間にバーベキューをしている様子が写っている。ヘーラルト・トホーフト、フランク・ウィルチェック、ローレンス・クラウス、マーティン・ノヴァクらも招待されている。クラウスは、会合の大部分は付近にあるセント・トーマス島で開かれ、リトル・セント・ジェームズではエプスタイン主宰のパーティーが開かれたと述べている
ビル・クリントンがリトル・セント・ジェームズ島に訪問していたことは広く報じられている。
またエプスタインの元執事が、島への渡航履歴のある者のリストを公開した（特筆性を欠くためここでのリストの掲載は省略）。

## 性的虐待疑惑
エプスタインから被害を受けたとされる人物の弁護士によると、リトル・セント・ジェームズ島はエプスタインとその友人によって、未成年者に対する最も悪い犯罪の多くが行われた場所だという。裁判所の文書によると、当時17歳の少女バージニア・ロバーツは、エプスタインの斡旋によってロンドン、ニューヨーク、リトル・セント・ジェームズ島の3度にわたってアンドルー王子との性交を強制されたと主張している。バッキンガム宮殿はこの主張を否定した。エプスタインの弁護士は、ロバーツの主張を「昔のことであり、信憑性がない」と述べている。
ジェフリー・エプスタインの死後、FBIの捜査員はリトル・セント・ジェームズ島を捜索した。